# Oda Nobunaga
Det här är en artikel om en person med japanskt personnamn; Oda är familjenamnet medan Nobunaga motsvarar ett svenskt förnamn.
Oda Nobunaga (織田 信長), född 23 juni 1534 i Nagoya-jō, Owari, död 21 juni 1582 i Honnō-ji, Kyoto, var en japansk daimyo. Nobunaga var son till Oda Nobuhide, en mindre daimyo som verkade vid nuvarande Nagoya, öster om nuvarande Kyoto. 1568 erövrade han Miyako för shogunens räkning, men fördrev 1573 den siste shogunen av Ashikaga, vilket utplånade Ashikaga-shogunatet. Nobunaga skulle förmodligen ha blivit shogun, men han tvingades att begå självmord 1582 efter att en av hans generaler Akechi Mitsuhide förrådde honom. I Japan räknas Oda Nobunaga tillsammans med hans efterföljare Toyotomi Hideyoshi och Tokugawa Ieyasu som de tre krigsherrar som enade Japan under sengoku.